# 트몰로스
트몰로스(Tmolos)는 그리스 신화에 나오는 리디아의 왕 또는 그 지역에 있는 트몰로스 산의 신이다. 리디아 왕 트몰로스는 이아르다노스의 딸 옴팔레와 결혼하였으며, 그가 사망한 뒤에 옴팔레가 정권을 물려받아 여왕이 되었다. 트몰로스는 아폴론과 목신 판의 음악 시합 심판을 본 산신과 동일 인물로 간주된다.